# Veronica triloba
Veronica triloba är en grobladsväxtart som först beskrevs av Philipp Filip Maximilian Opiz, och fick sitt nu gällande namn av Kern.. Veronica triloba ingår i släktet veronikor, och familjen grobladsväxter. Inga underarter finns listade i Catalogue of Life.